# Chromium (trình duyệt)
Chromium là một trình duyệt web mã nguồn mở, là nền tảng để xây dựng nên Google Chrome. Những phần do Google viết nên được phát hành theo giấy phép BSD, còn những phần khác thuộc về nhiều giấy phép mã nguồn mở cấp phép khác nhau, trong đó có Giấy phép MIT, LGPL, Ms-PL, và bộ ba giấy phép MPL/GPL/LGPL. Về tổng quan, trình duyệt này có cùng các tính năng như Google Chrome, chỉ khác ở biểu tượng. Các phiên bản Google Chrome dành cho hệ điều hành Mac và Linux dựa trên Chromium được phát hành tại kênh nhà phát triển dành cho Google Chrome vào ngày 4 tháng 6 năm 2009. Theo tài liệu nhà phát triển thì "'Chromium' là tên của dự án, chứ không phải tên sản phẩm, và sẽ không bao giờ xuất hiện trong các đoạn mã ở dạng tên biến, tên API, v.v. Thay vào đó hãy dùng 'chrome'".
Một trong những mục tiêu chính của dự án là để biến Chrome thành trình duyệt quản lý cửa sổ dạng thẻ, hoặc dòng lệnh cho web, khác biệt với các ứng dụng trình duyệt truyền thống. Ý tưởng là ứng dụng sẽ trở nên tối giản theo cùng phong cách với Windows Explorer hay Finder của Mac OS X. Các nhà phát triển cho rằng người dùng "sẽ cảm nhận sự nhẹ nhàng (về mặt ý tưởng lẫn vật lý) và nhanh".

## Khác biệt với Google Chrome
Chromium là tên của dự án trình duyệt mã nguồn mở, mã nguồn này được phát hành và duy trì bởi Dự án Chromium, do các nhà phát triển ở Google đứng đầu, cùng với sự đóng góp của các nhà phát triển/tình nguyện viên khác. Bất cứ ai cũng có thể tải mã nguồn và xây dựng nó trên nhiều nền tảng khác nhau. Google Chrome chính là Chromium đã được đóng gói và phát hành bởi Google.
So với Chromium, Google Chrome khác biệt ở:
- Được biên soạn, liên kết và đóng gói thành trình cài đặt và phát hành bởi Google.
- Có hệ thống tự động cập nhật (ở một số nền tảng như Debian hoặc Ubuntu, trình duyệt tự cập nhật bằng cách sử dụng hệ thống quản lý gói của hệ điều hành).
- Có tích hợp phiên bản PPAPI của Adobe Flash Player.[17] Có thể tải xuống và cài đặt riêng phần này trong Chromium.
- Có giấy phép tích hợp sẵn cho các bộ giải mã âm thanh (codec) nên Google Chrome có thể phát những tập tin đa phương tiện H.264 và AAC. Trong Chromium thì người dùng cũng có thể tải và cài đặt các gói giải mã này. Tuy vậy, theo mặc định, Chromium chỉ hỗ trợ Vorbis, MP3, Theora và định dạng WebM cho các thẻ HTML5 Audio và HTML5 video.[18] Do cách Chromium hiện thực hóa việc hỗ trợ các định dạng đa phương tiện, sẽ rất khó để phân chia các bộ giải mã để đưa sản phẩm ra thị trường mà tránh khỏi các rắc rối về pháp lý. Trình duyệt dựa vào thư viện dựa trên FFmpeg chứa các bộ giải mã thay vì tách ra thành từng phần riêng như plug-in. Do đó, ở trên nền tảng Fedora thì trình duyệt Chromium được phát hành một cách hợp pháp, tuy nhiên người dùng phải cài đặt gói "Freeworld" từ nguồn thứ ba.
- Hỗ trợ Widevine, mô-đun quản lý quyền kỹ thuật số (DRM).[19]
- Google Chrome có thể vô hiệu hóa các tiện ích mở rộng người dùng cài đặt từ nguồn thứ ba (trên môi trường macOS và Windows cũng như ở một vài nền tảng khác)[20].
- Nhãn hiệu và biểu tượng của Google và Google Chrome đều được giữ lại và quảng bá vì cả hai đều là nhãn hiệu đã đăng ký[21][22][23]
- Google Chrome bổ sung tùy chọn chia sẻ dữ liệu duyệt web và thống kê về việc sử dụng trình duyệt cho Google.
- Việc theo dõi RLZ khi người dùng tải Google Chrome được Google xem như là một phần của các chương trình khuyến mãi tiếp thị và hợp tác phân phối.[24]
- Google Chrome có giấy phép là phần mềm tự do, khác với Chromium là phần mềm tự do nguồn mở[25].

## Giấy phép
Phần do Chromium do Google tạo ra được phát hành với giấy phép BSD, với các phần khác phải tuân theo nhiều giấy phép mã nguồn mở khác nhau, bao gồm cả giấy phép MIT, LGPL, Ms-PL, MPL/GPL/LGPL.

## Các bản phát hành không chính thức

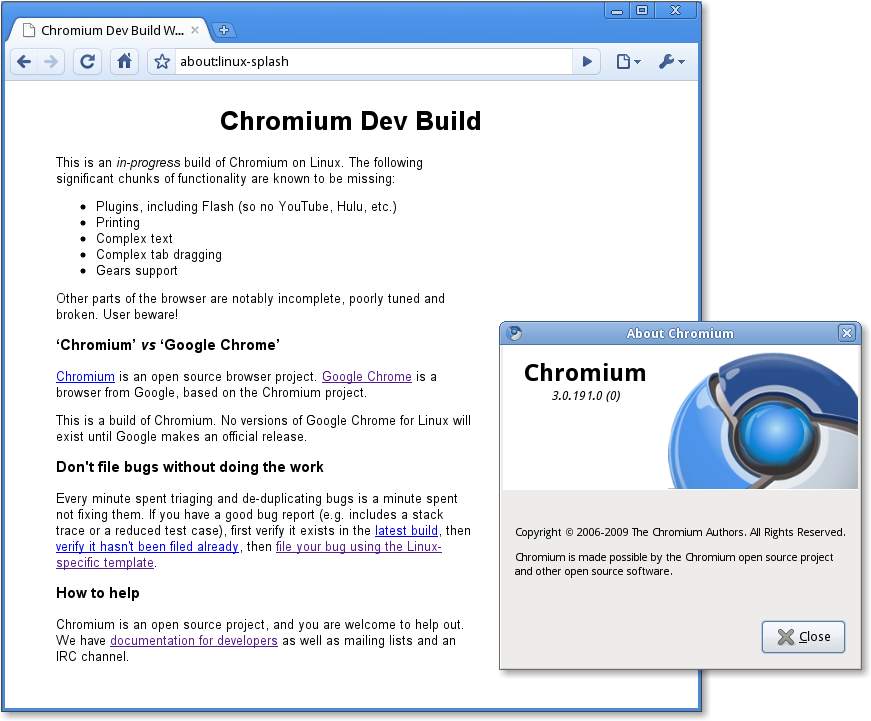
Bản alpha đời đầu của Chromium cho Linux, phân biệt rõ sự khác biệt với Google Chrome

- Ngày 15 tháng 9 năm 2008, CodeWeavers phát hành một phiên bản không chính thức bao gồm một nhánh của Wine và Chromium Developer Build 21 cho Linux và Mac OS X, trình duyệt được đặt tên là CrossOver Chromium[28][29].
- SRWare Iron là bản phát hành đầu tiên của Chromium không thu thập và truyền tải thông tin sử dụng, cũng như cho phép chặn quảng cáo.
- ChromePlus Lưu trữ ngày 21 tháng 7 năm 2011 tại Wayback Machine là một trình duyệt với mã nguồn Chromium được phát triển cho Windows. Trình duyệt được bổ sung các tính năng như nhận biết hành vi chuột, kéo thả liên kết, và thẻ IE[30].
- Vào tháng 6 năm 2009, người dùng đã có thể tải về và xem trước các bản bản tiền phát hành của Chromium dành cho Mac từ trang web phát triển Chromium[liên kết hỏng]. Dù không phải là bản phát hành rộng rãi mà chỉ là một bản nội bộ, nó cũng đã được bổ sung nhiều cải tiến lớn và gần như là giống với trình duyệt phiên bản cuối[31].
- Một bản tiền phát hành tương tự của phiên bản Linux[liên kết hỏng] cũng có sẵn để tải về, gồm có bản dịch cho Debian và Ubuntu và kho không chính thức cho Fedora Lưu trữ ngày 23 tháng 2 năm 2010 tại Wayback Machine.

## Các trình duyệt được xây dựng dựa trên mã nguồn Chromium

### Đang hoạt động
- Amazon Silk là một trình duyệt web được phát triển bởi Amazon.
- Blisk là một trình duyệt có sẵn cho Windows 7 và mới hơn, OS X 10.9 trở lên nhằm cung cấp một loạt các công cụ hữu ích cho Web development.
- Brave là một trình duyệt web mã nguồn mở nhằm chặn các trang web theo dõi và loại bỏ quảng cáo internet xâm phạm.
- CodeWeavers CrossOver Chromium là một gói không chính thức của một Wine Chromium Build 21 cho Linux và macOS, được CodeWeavers phát hành lần đầu tiên vào ngày 15 tháng 9 năm 2008 trong dự án CrossOver của họ.[32][33]
- Comodo Dragon là phiên bản Chromium được gắn thương hiệu cho Windows 8-bit 8.1, 8, Windows 7 và Vista 32-bit[34] produced by the Comodo Group. Theo nhà phát triển, nó cung cấp tính năng bảo mật cải tiến.[35]
- Cốc Cốc là một trình duyệt web miễn phí dành cho thị trường Việt Nam, được phát triển bởi công ty Cốc Cốc, dựa trên mã nguồn mở Chromium dành cho Windows.[36] Theo dữ liệu được xuất bản bởi StatCounter vào tháng 7 năm 2013, Cốc Cốc đã vượt qua Opera để trở thành một trong 5 trình duyệt phổ biến nhất trong Việt Nam[37] trong vòng 2 tháng sau khi phát hành chính thức[38]
- Dartium là một bản xây dựng đặc biệt (dành cho các lập trình, sẽ hết hạn trong một năm) của trình duyệt Chromium bao gồm máy ảo Dart, được duy trì bởi Google.[39]
- Epic Browser là một trình duyệt web tập trung vào quyền riêng tư được phát triển bởi Hidden Reflex của Ấn Độ và dựa trên mã nguồn Chromium.[40]
- Microsoft Edge là trình duyệt mặc định trên Windows 10, được phát triển bởi Microsoft.
- Opera bắt đầu xây dựng trình duyệt web trên Chromium với phiên bản 15.[41]
- Qihoo 360 Secure Browser là một trình duyệt web phổ biến ở Trung Quốc.[42]
- Samsung Internet đã vận chuyển trình duyệt dựa trên Chromium đầu tiên của mình trong mẫu Galaxy S4 phát hành vào năm 2013.[43]
- Sleipnir là một trình duyệt Chromium cho Windows và MacOS. Một trong những tính năng chính của nó là liên kết với các ứng dụng Web (Facebook, Twitter, Dropbox, v.v.) và các ứng dụng dành cho điện thoại thông minh (Google Map, v.v.). Nó cũng tự hào với những gì nó gọi là "văn bản đẹp", và có các tab đồ họa độc đáo, trong số các tính năng khác.[44]
- Slimjet: Trình duyệt web dựa trên Chromium do FlashPeak phát hành có tính năng dịch trang web được tích hợp, khả năng xem PDF và plugin flash PPAPI, các tính năng thường thiếu trên trình duyệt dựa trên Chromium hiện không được hỗ trợ.
- SRWare Iron là một freeware phát hành Chromium cho Windows, macOS và Linux, cung cấp cả hai phiên bản cài đặt và xách tay. Sắt vô hiệu hóa một số tính năng Chromium có thể định cấu hình có thể chia sẻ thông tin với các bên thứ ba và các tính năng theo dõi bổ sung mà Google bổ sung vào trình duyệt Chrome của nó.[45]
- Torch trình duyệt dựa trên Chromium dành cho Windows. Nó chuyên tải phương tiện truyền thông và có các tính năng media tích hợp, bao gồm một công cụ torrent, video grabber và nút chia sẻ.[46]
- Vivaldi là một trình duyệt cho Windows, macOS và Linux được phát triển bởi Vivaldi Technologies.[47][48] Trình duyệt này nhằm vào các chuyên gia công nghệ cứng đầu, người sử dụng Internet nặng và những người dùng trình duyệt web Opera trước đó. Vivaldi nhằm mục đích khôi phục các tính năng cũ, phổ biến của Opera 12 và giới thiệu những tính năng mới, sáng tạo hơn.
- Yandex Browser là một trình duyệt được tạo ra bởi công ty phần mềm Nga Yandex cho macOS, Windows và Linux.[49] Trình duyệt tích hợp các dịch vụ của Yandex, bao gồm một search engine, một dịch vụ machine translation và cloud storage.
- Cent Browser là trình duyệt web nâng cao dựa trên Chromium với nhiều tính năng tiện lợi như siêu kéo, cử chỉ chuột, thanh tab có thể cuộn được,...

### Đã ngừng hoạt động
- CoolNovo, được gọi là ChromePlus trước tháng 1 năm 2012 - trình duyệt dựa trên Chromium dành cho Windows và Linux. Nó thêm các tính năng như cử chỉ con chuột, kéo liên kết và các tab IE.[50] (Phiên bản cuối cùng: 29 tháng 8 năm 2013 với phiên bản chính 27.0.1453.110[51])
- Flock – một trình duyệt chuyên cung cấp mạng xã hội và có các thiết bị Web 2.0 được tích hợp trong giao diện người dùng của nó. Nó dựa trên Chromium bắt đầu với phiên bản 3.0. Flock đã bị ngưng vào tháng 4 năm 2011.[52][53]
- Maelstrom San Francisco BitTorrent Inc. trong đó đã lấy framework Chromium và tích hợp một engine BitTorrent, vì vậy mà Tập tin Torrent có thể được phát trực tiếp từ trình duyệt và trang web torrent không còn phải dựa vào máy chủ trung tâm.[54][55][56][57] Mặc dù không có thông báo ngừng chính thức nào được công bố kể từ tháng 2 năm 2017, trang web BitTorrent Inc. không còn cung cấp trình duyệt để tải xuống nữa, bản xây dựng cuối cùng chưa được cập nhật qua Chromium phiên bản 44 và bài đăng cuối cùng của nhân viên chính dự án vào ngày 14 tháng 9 năm 2015.[58]
- Rockmelt – bản phát hành Chromium cho Windows Mobile và iOS dưới dạng giấy phép sở hữu thương mại. Nó tích hợp các tính năng từ Facebook và Twitter, nhưng đã ngừng hoạt động vào tháng 4 năm 2013 và đã hoàn toàn ngừng hoạt động vào lúc 10 giờ sáng theo giờ PT vào ngày 31 tháng 7 năm 2013.[59][60] Vào ngày 2 tháng 8 năm 2013, Rockmelt đã được mua lại bởi Yahoo! phần mở rộng và trang web của Rockmelt đã bị đóng cửa sau ngày 31 tháng 8 năm 2013. Yahoo! kế hoạch tích hợp công nghệ của Rockmelt vào các sản phẩm khác.[61]
- Titan Browser – một trình duyệt được tạo bởi công ty phần mềm của Mỹ Titan Browser Corp, dành cho hệ điều hành Windows.[62] Nó bao gồm công cụ tìm kiếm, nút chia sẻ Facebook và thanh công cụ. (Phiên bản cuối: ngày 9 tháng 10 năm 2013, v33.0.1712.0)